# John Gray (ekonomista)
John Gray (1798-1850) – brytyjski ekonomista, socjalista ricardiański. Gray brał aktywny udział w ruchu spółdzielczym. Krytykował kapitalizm za pauperyzację drobnych wytwórców.

## Dzieła
- Rozprawa o szczęśliwości ludzkiej (1825)
- System społeczny (1831)